# Homem de Damendorf
O Homem de Damendorf é um corpo de pântano alemão descoberto em 1900 em See Moor, na vila Damendorf em Schleswig-Holstein, Alemanha. 

## Exposição e exame

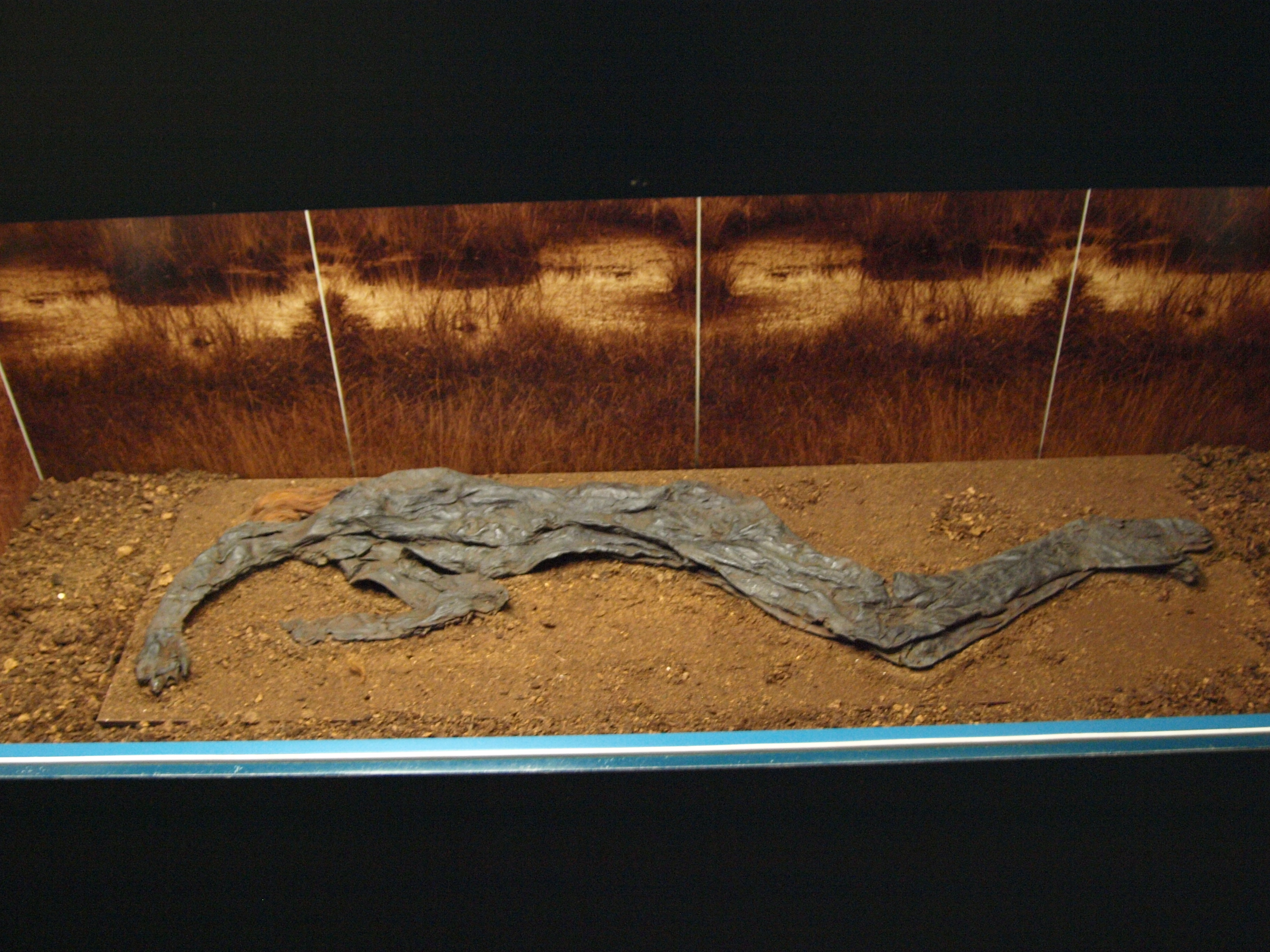
O homem de Damendorf é conhecido por ser achatado pela turfeira em que foi encontrado.

Os restos estão em exposição no Museu Arqueológico. O professor P. V. Glob escreveu que o homem morreu em 300 a.C. O que é único nesse corpo do pântano é o fato de o peso da turfa no pântano ter achatado seu corpo. Apenas o cabelo, a pele, as unhas e as poucas roupas foram preservadas, junto com vestígios de alguns ossos. Ele foi encontrado com um cinto de couro, sapatos, as partes de um par de lã calças e um par de lã puttees. 

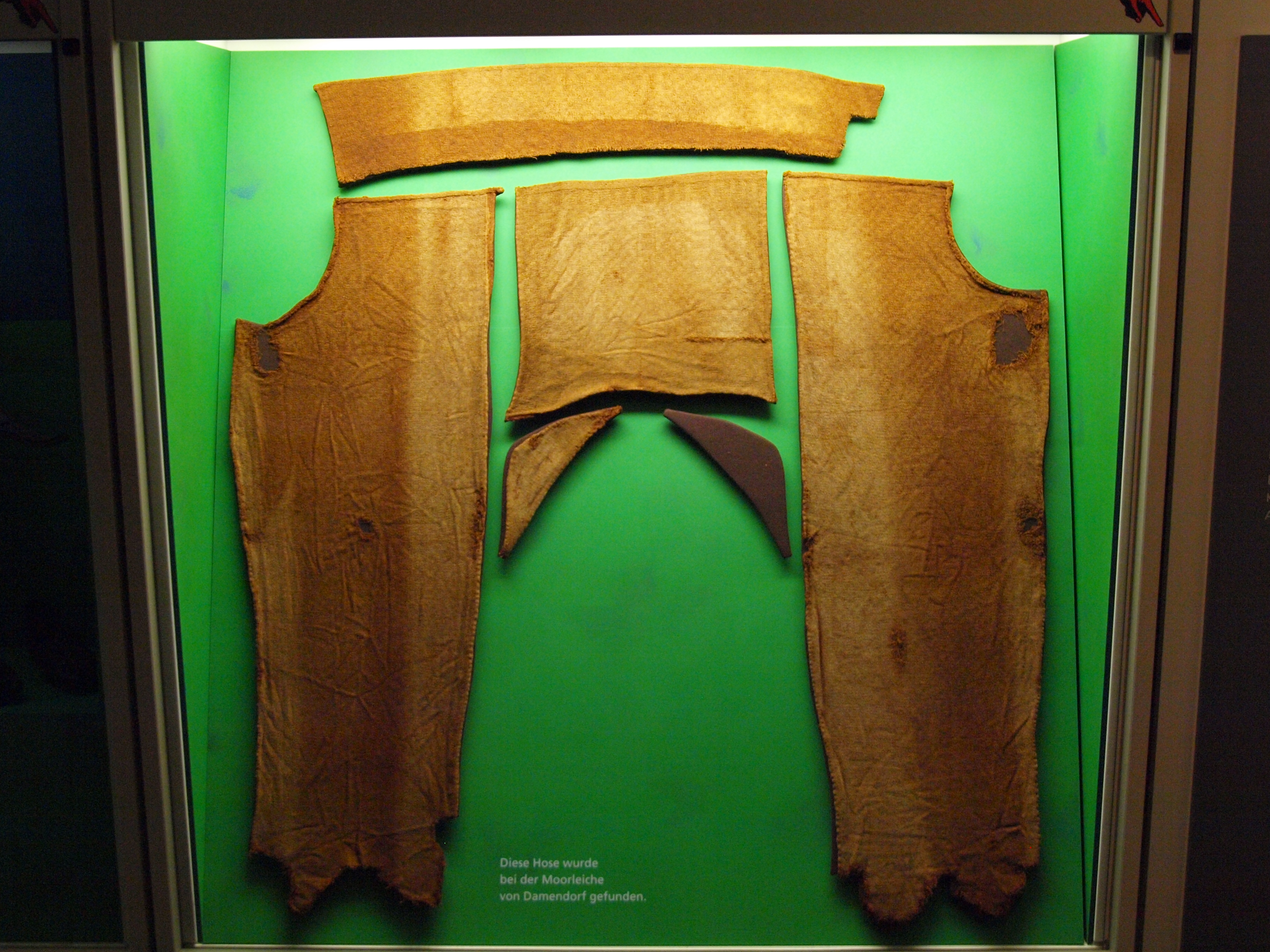
Partes únicas das calças
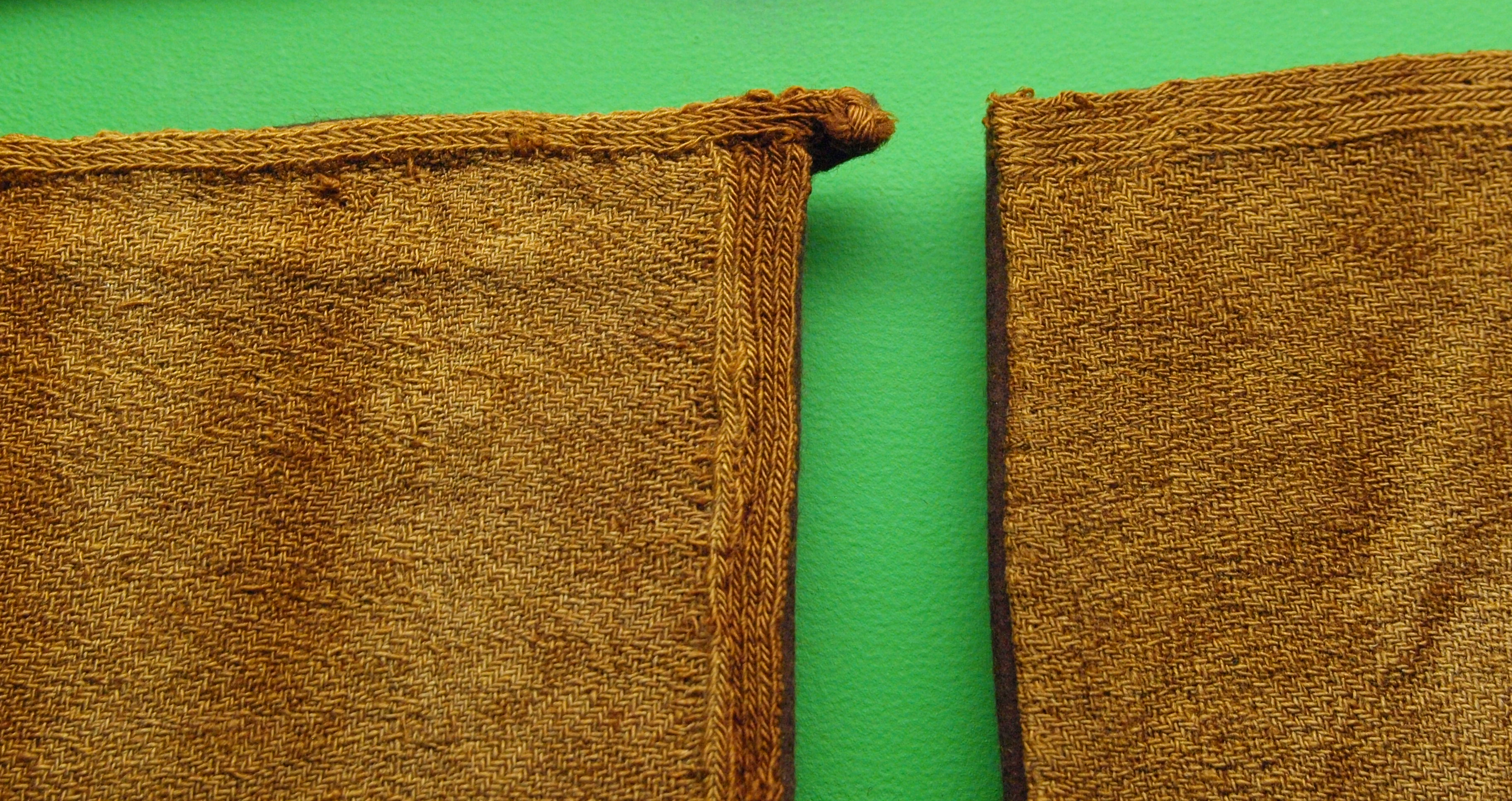
Tramas do comprimido no pano da calça
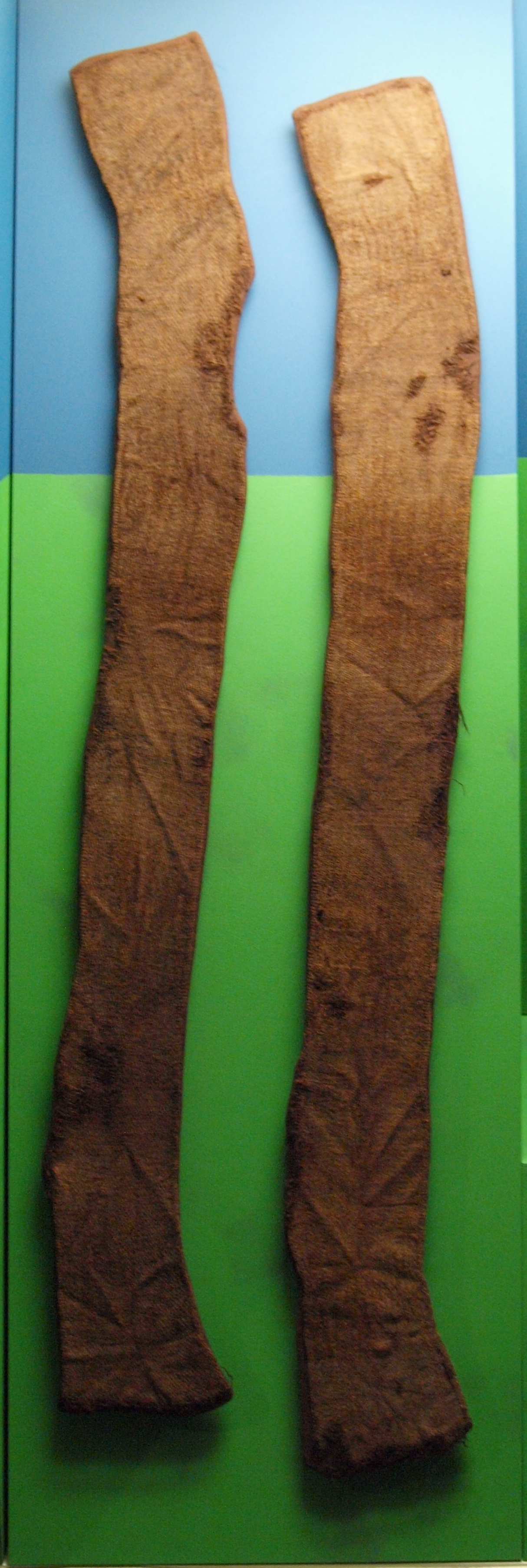
Puttees
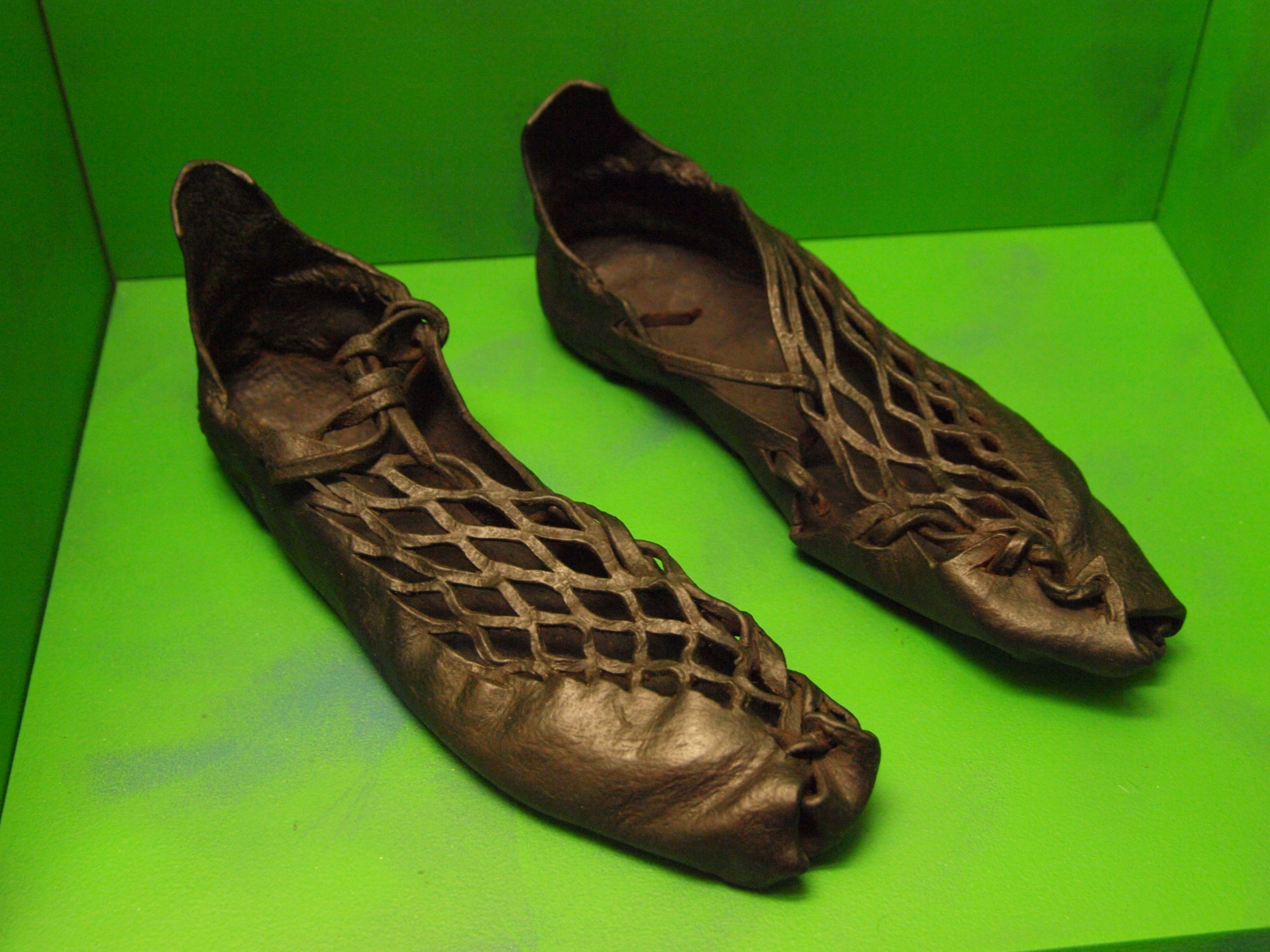
Schoes

## Outras descobertas
Antes da descoberta do homem de Damendorf, os restos do que se acredita ser uma mulher foram encontrados em 1884 no mesmo pântano. A roupa do cadáver é tudo o que resta. Uma menina foi descoberta em 1934, datando de 810 anos.